# ウェスト・アーキーン
アーロン・ウェスト・アーキーン（Aaron West Arkeen、1960年6月18日 - 1997年5月30日）は、フランス生まれのアメリカのミュージシャン、ソングライター。ガンズ・アンド・ローゼズの楽曲の共作者として知られる。

## 概要
アーキーンは、フランス・パリ郊外のヌイイ＝シュル＝セーヌで生まれる。1964年頃、両親の離婚を機に、父と兄とともにカリフォルニア州サンディエゴに移住する。14歳の頃、父からアコースティックギターを買ってもらい、ギターの弾き方を学ぶ。その後、単身ロサンゼルスに移り住む。1985年頃に住んでいたハリウッドのアパートの隣りには、デビュー前のガンズ・アンド・ローゼズのダフ・マッケイガンや、スライ・ストーンがいた。マッケイガンを通じて他のガンズ・アンド・ローゼズのメンバーと交流を持つようになる。
1987年にリリースされたガンズ・アンド・ローゼズのアルバム『アペタイト・フォー・ディストラクション』には、ダフ・マッケイガンと共作した「イッツ・ソー・イージー」が収録されている。その他、アーキーンが関わったガンズ・アンド・ローゼズの楽曲には、「バッド・オブセッション」「ザ・ガーデン」（それぞれ『ユーズ・ユア・イリュージョン I』収録）、「イエスタデイズ」（『ユーズ・ユア・イリュージョン II』収録）、「Crash Diet」「Sentimental Movie」「Just Another Sunday」（未発表）などがある。また、ダフ・マッケイガンのソロ・アルバム、ブラザー・ケインやファントム・ブルーなど他のアーティストの楽曲制作にも関わっている。
1995年、自身のバンド「ジ・アウトペイシェンス（The Outpatience）」を結成する。アーキーンがギターとバッキング・ヴォーカルを担当し、マイク・ショットン（ヴォーカル）、ジェイミー・ハンティング（ベース）、ジョーイ・ハンティング（ギター）、エイブ・ラボリアル（ドラム）、グレッグ・バックウォルター（キーボード）を擁するバンドは、全曲アーキーンによる楽曲（共作含む）を収録したアルバム『アンクシャス・ディジーズ』を制作し、1996年に日本でリリースされる（アメリカやヨーロッパでは2004年リリース）。アルバムには、アクセル・ローズ、スラッシュ、ダフ・マッケイガン、イジー・ストラドリンといったガンズ・アンド・ローゼズの新旧メンバーや、スティーヴ・スティーヴンスが参加している。
1997年5月30日、ロサンゼルスの自宅で死亡しているのが発見される。彼のマネージメント会社は、アーキーンが死の数日前に行った屋内バーベキューでの爆発で全身に火傷を負い、一時は集中治療室で治療を受けており、死因は偶発的なオピエート（麻薬性鎮痛剤）の大量摂取によるものと発表した。ダフ・マッケイガンは自身の著書で、アーキーンが亡くなった際に、彼の音楽機材やデモテープなどの所有物はすべて彼のドラッグ仲間に持ち逃げされたと記述している。